# 倒雙擺
倒雙擺是結合倒單擺及双摆所得的系統。倒雙擺是不穩定的系統，若不以某種方式控制，倒雙擺一定會倒下來。控制倒雙擺的方式主要分為二種，一種是控制倒單擺底部平面的位移，另一種是在二個單擺之間的樞紐點施加轉矩。
像在自行車及摩托車的動力學中，探討腳踏車平衡方式時，就用將腳踏車和人的系統比作倒雙擺來進行分析。

## 外部連結
- A dynamical simulation of a double inverted pendulum on an oscillatory base （页面存档备份，存于）